# Arnaldo Ortelli
Arnaldo Ortelli (* 5. August 1913; † 27. Februar 1986) war ein Schweizer Fussballspieler.

## Karriere

### Verein
Ortelli spielte während seiner Vereinskarriere für den FC Lugano. Er spielte dort für über 10 Jahre und schaffte es 1943 bis in den Final des Schweizer Cups, verlor jedoch gegen Grasshoppers Zürich. Er gewann zweimal die Schweizer Meisterschaft.

### Nationalmannschaft
Ortelli war Teil der Schweizer Fussballnationalmannschaft bei der WM 1934, kam jedoch zu keinem Einsatz. Seinen einzigen Einsatz für die Schweiz hatte er im Jahr 1942 bei der 0:3-Auswärtsniederlage gegen Portugal.